# Devet života mačka Fritza
Devet života mačka Fritza (eng. The Nine Lives of Fritz the Cat) je dugometražni animirani film Roberta Taylora iz 1974. godine, nastavak uspješnog Bakshijevog filma Mačak Fritz iz 1972. koji je napravljen po istoimenom stripu Roberta Crumba.  
Nastavak je vremenski smješten u sedamdesete godine, a Fritz se iz buntovnog studenta pretvorio u besposličara koji živi od socijalne pomoći te ima dijete u neuspješnom braku.  Dok mu žena prigovara oko brojnih problema u kojima se nalaze, nezainteresirani Fritz puši marihuanu i upušta se u niz eskapističkih snova koji čine radnju filma (njegovih devet života).  Vidimo Fritza kako zavodi sestru svojeg prijatelja, razgovara s pijanim skitnicom koji tvrdi da je Bog, radi kao asistent homoseksualcu Hitleru koji ga pokušava silovati, pokušava prodati rabljeni kondom, kao astronaut putuje na Mars, po nalogu predsjednika Henryja Kissingera odlazi u New Jersey gdje su afroamerički rasisti osnovali korumpiranu vlastitu državu, te na kraju u njujorškoj kanalizaciji upoznaje Vraga.  Konačno probuđen zaključuje da je njegov stvarni život najgori kojeg je ikada imao.
Ralph Bakshi, režiser prve ekranizacije stripa, odbio je raditi na nastavku kako bi se posvetio svojem projektu Heavy Traffic.  Umjesto njega producent Steve Krantz zaposlio je animatora Roberta Talyora koji prihvatio neke elemente prethodnika.  Rezultat je, međutim, prilično loše prošao među kritikom i publikom (bio je prvi animirani film koji se natjecao na festivalu u Cannesu) iako mu je popularnost s vremenom nešto porasla.